# Оленівка (Курманський район)
Оле́нівка (крим. Olenivka, до 1948 року ділянка № 74 Люксембург) — село Курманського району Автономної Республіки Крим.